# Sedum incarum
Sedum incarum är en fetbladsväxtart som först beskrevs av John Ball, och fick sitt nu gällande namn av Pino. Sedum incarum ingår i Fetknoppssläktet som ingår i familjen fetbladsväxter. Inga underarter finns listade i Catalogue of Life.